# Мисинаиби
Мисинаиби (на английски: Missinaibi River) е река в Централна Канада, североизточната част на провинции Онтарио, лява съставяща на река Мус. Дължината ѝ от 426 км ѝ отрежда 85-о място сред реките на Канада Канада.

## Географска характеристика

### Извор, течение, устие
Река Мисинаиби изтича от североизточния ъгъл на езерото Мисинаиби (на 319 м н.в.), разположено в централната част на провинция Онтарио, на 100 км североизточно от Горно езеро и се насочва на север. По течението ѝ има множество теснини, прагове и малки водопади — Алън Фолс, Уейви Рапидс, Грийнхил Рапидс, Сплит Рок Фолс, Тъндър Фолс, Фирст Лейк Рапидс, Понд Фолс, Биг Бивър Рапидс, Тъндърхаус Фолс (най-впечатляващата теснина по течението на реката), Глейси Фолс и др. Малко след пресичането на 50° с.ш. реката завива на североизток, получава отляво притока си Пивабиска и отдясно — река Опасатика и на 50°44′07″ с. ш. 81°28′03″ з. д. / 50.735278° с. ш. 81.4675° з. д. и на 30 м н.в. се съединява отдясно с река Матагами и дава началото на река Мус.

### Водосборен басейн, притоци
Площта на водосборния басейн на реката е 23 500 km2, което представлява 21,7% от басейна на река Мус.

### Хидроложки показатели
Многогодишният среден дебит в устието на Мисинаиби е 243 m3/s. Максималният отток на реката е през юни и юли – 1009 m3/s, а минималния през февруари-март – 31 m3/s. Снежно-дъждовно подхранване. От началото на декември до края на април реката замръзва.

## Селища, защитени територии, туризъм
По течението на реката има едно-единствено малко градче Матис, разположено на трансканадската жп линия Квебек-Ванкувър.
Цялото течение на реката, в т.ч. езерото Мисинаиби и реките вливащи се в него попадат в провинциалния парк „Мисинаиби“ с площ от 991 км2.
Реката, със своите теснини, бързеи и прагове предлага идеални условия за канунисти и каякари, които я посещават през летния сезон.

## Изследване на реката
През 17-и и 18 век река Мисинаиби, заедно с река Мус, е основен коридор за придвижване на търговците на кожи, служители на „Компанията Хъдсън Бей“ от Хъдсъновия залив на север до Горно езеро на юг. За тази цел Компанията изгражда по течението на реката три търговски пункта (фактории):
- през 1776 г. – Уапискогами – на 200 км нагоре от устието, което съществува до 1791 г.;
- през 1777 г. – на изхода на реката от езерото Мисинаиби, който през 1912-1913 г. е преместен на 13 км на североизток – днешното градче Питърбел;
- през 1788 г. – Мисабаниш – на брега на разположеното близко на запад от реката езеро Брънсуик, което съществува до 1799 г.

Първите топографски картирания на Мисинаиби са извършени от геодезистите на „Компанията Хъдсън Бей“ Едуард Джарвис през 1775-1776 г. и Филип Търнър през 1781 г.